# منیر صادق
منیر صادق (انگلیسی: Munir Sadiq؛ زادهٔ ۲۳ فوریهٔ ۱۹۵۵) قایقران قایق بادبانی اهل پاکستان است.